# Hootsuite

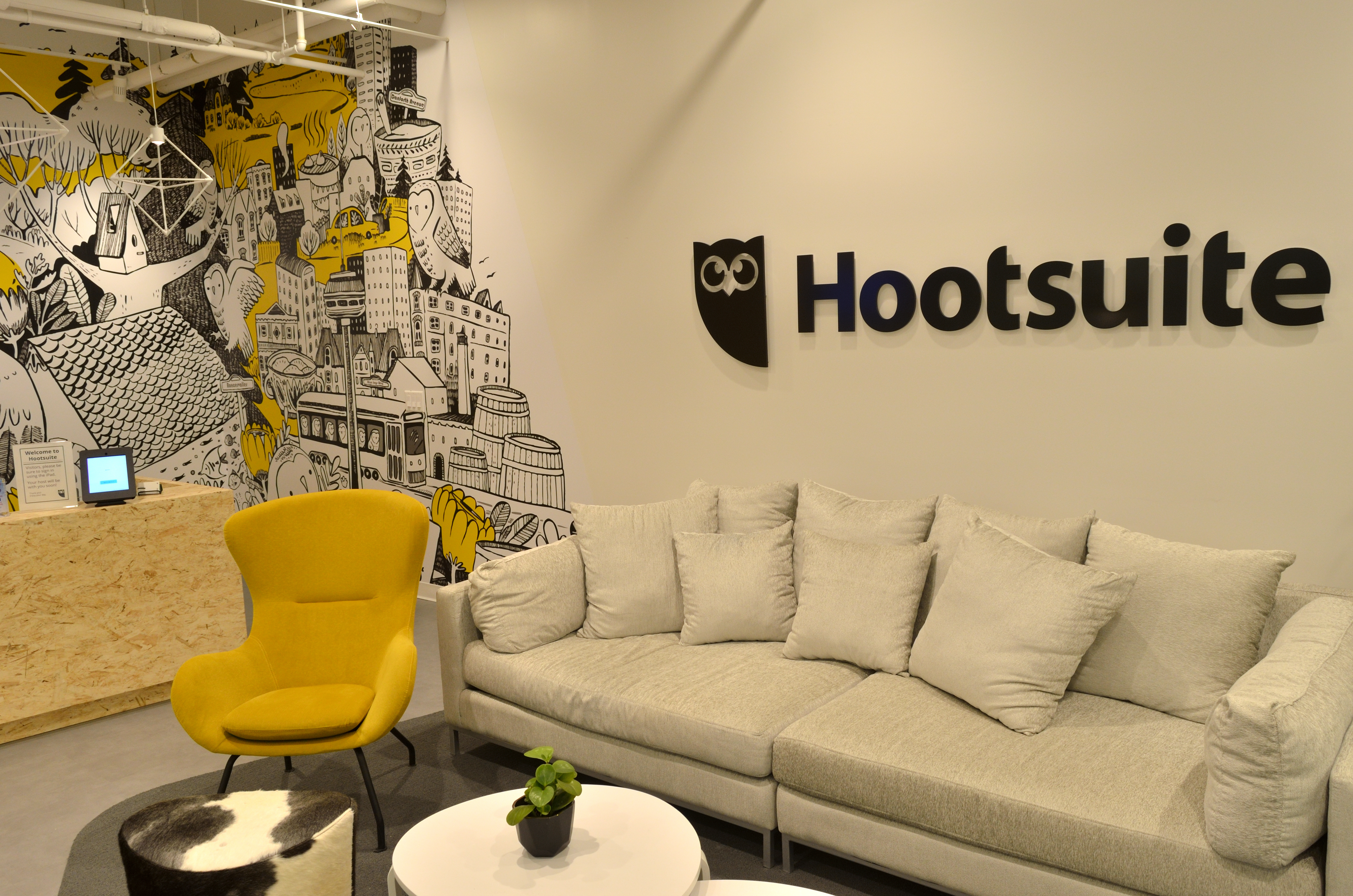
Oficina de Hootsuite a Toronto (Canadà).

Hootsuite és un sistema d'administració de xarxes socials creat per Ryan Holmes el 2008. La interfície d'usuari del sistema pren la forma d'un dashboard, i dona suport a xarxes socials com Twitter, Facebook, LinkedIn, Google+, Foursquare, MySpace, WordPress, TrendSpottr i Mixi.
Les integracions addicionals són disponibles via Hootsuite App Directory, incloent Instagram, MailChimp, Reddit, Storify, Tumblr, Vimeo i YouTube.
Establert a Vancouver, Hootsuite compta amb més de 500 treballadors al personal localitzat a Vancouver, San Francisco, Nova York, Hong Kong, London, Sydney, Singapur, i altres països. L'empresa opera en un model freemium i té més de 10 milions d'usuaris de més de 175 països.

## Història
L'any 2008, Holmes necessitava una eina per dirigir les xarxes socials múltiples de la seva agència de serveis digitals, Invoke Media. Veient que no hi havia cap producte en el mercat que oferís totes les característiques buscava, Holmes, juntament amb Dario Meli, David Tedman, i l'equip d'Invoke, va escollir en comptes d'això, desenvolupar una plataforma pròpia que fos capaç d'organitzar tots els seus comptes i les xarxes socials. El primer intent d'aquest sistema d'administració de xarxa social es va llançar el 28 de novembre de 2008 en la forma d'un Twitter dashboard anomenat BrightKit.
Reconeixent que molts altres individus i organitzacions a través del món feien front a problemes similars amb comptes socials múltiples, Holmes va decidir que BrightKit podria ser la solució per altres negocis també mirant per organitzar les seves xarxes socials pròpies. El llançament de BrightKit va tenir una recepció molt positiva, gràcies al seu interfície i les capacitats editorials.
El mes de febrer del 2009, Holmes va oferir un premi de 500$ per rebatejar la plataforma, i va utilitzar suggeriments dels aproximadament 100.000 usuaris del dashboard a més de submissions. La idea guanyadora va ser Hootsuite, un moniker ideat per un usuari anomenat Nathan Mat i basat en "Owly", el logo del mussol del dashboard, com un joc de paraula en l'expressió francesa "tout de suite", significant "ara mateix".
El novembre del 2009, Hootsuite es va expandir oferint a Facebook i LinkedIn un suport més llunyà, permetent la capacitat d'utilitzar les Llistes de Twitter.
El mes següent, Hootsuite va sortir d'Invoke Media i es va llençar oficialment com una empresa independent, Hootsuite Media, Inc. El mateix mes, Hootsuite va rebre 1.9$ milions en finançament de Hearst Interactive Media, Blumberg Capital, i inversors de Leo Group LLC and Geoff Entress.
El març 2012, OMERS Ventures, l'aventura d'inversió capital del Sistema Municipal de Jubilació d'Empleats d'Ontario, va invertir 20$ milions, valorant l'empresa amb 200$ milions. OMERS no va comprar la seva participació directament en l'empresa, sinó participacions privades comprades en una transacció secundària d'un grapat d'empleats i inversors primerencs, va dir Holmes.
El maig del 2012, Hootsuite va aixecar 50$ milions en una ronda de finançament de Sèrie A, segons els rumors.
I al cap de dos mesos, un empleat va informar Forbes Magazine que l'equip de l'empresa constava de 200 empleats en aquella època.
Al setembre 2012, Hootsuite va adquirir Seesmic, un sistema d'administració de relació de client i competidor. Els plans de Hootsuite per transferir tot lo dels usuaris de Seesmic a Hootsuite.
El dia 1 d'agost de 2013, l'empresa va anunciar que havien aixecat 165$ milions en finançament de Sèrie B d'Insight Venture Partners, seguit per Accel Partners i OMERS (tot tres ara tindan un seient a Hootsuite board). Holmes també ha dit que l'empresa està mirant de fer com a mínim dos adquisicions anònimes, a més d'emprar 100 empeats a l'estranger.

## Servei
El servei és generalment utilitzat per dirigir marques en línia i per entregar missatges a una varietat de serveis de xarxes socials, incloent Twitter, Facebook, Google+ i Mixi. Les empreses i les organitzacions conegudes per utilitzar Hootsuite inclouen Facebook, PrintBindaas, the Obama administration, HBO, Martha Stewart Media, Virgin Group, SXSW, Panasonic, Zappos, The Gap i LHC.[ Hootsuite Proporciona un navegador basat en un dashboard que permet els usuaris mantenir actualitzats el seu compte de Twitter. Hi ha dues versions, la versió sencera i la lite. Hootsuite Utilitza un URL shortener (un servei que fa més curts els enllaços) p.e: ow.ly per escurçar URLs entregats al seu servei.

## Empresa
L'empresa darrere el servei està situada a Vancouver, Colúmbia Britànica, Canadà, i el seu cap, l'agent executiu, és Ryan Holmes. L'estratègia empresarial de l'empresa és permetre usuaris utilitzar el servei de franc però requerir que paguin per característiques addicionals més enllà del servei bàsic.
Els plans d'empresa són monetitzar d'un 3 a 5 per cent de la majoria de comptes actius del servei, els quals són generalment posseïts per marques importants com Conde Nast, AOL, Banana Republic, i Dell.

## Premis
El software Hootsuite ha guanyat el premi Mashable al seu Open Web Awards 2009, el Canadian New Media Arward, el Shorty Awards, i "Best Twitter app"del diari mX newspaper d'Austràlia. A més, va estar nominat el 2012 pel Webby Awards.